# Шимон Олександр Олексійович
Олександр Олексійович Шимо́н (нар. 16 жовтня 1920, Іжевськ — 1993, Харків) — український кінознавець, кандидат мистецтвознавства з 1964 року, професор.

## Біографія
Народився 16 жовтня 1920 року в місті Іжевську (тепер Удмуртія, Росія). Навчався в Київському кіноінституті та Київському інституті кіноінженерів, закінчив у 1950 році. Викладав у Харківському державному інституті культури у 1952—1987 роках. Захистив кандидатську дисертацію: «Кино и строительство украинской советской культуры (1917—1929 гг.)».

## Книги
Автор книг:
- «Сторінки з історії кіно на Україні» (1964);
- «Сторінки біографії українського кіно» (1974).